# Белиз (футбольный клуб)
«Белиз» — белизский футбольный клуб из одноимённого города. Основан в 2005 году, а расформирован в 2015. Команда дважды выигрывала Премьер-лигу Белиза в 2006 и 2007 годах.

## История
Клуб был основан и сразу начал выступления в Премьер-лиге Белиза в 2005 году. В 2006 и 2007 годах команда два раза подряд стал чемпионом страны. Домашним стадионом был MCC Grounds, который был закрыт в 2014 году, после чего команда вынуждена была переехать на футбольный стадион Луизианы в городе Ориндж-Уолк. В 2015 году из-за финансовых проблем и смерти владельца Лайонела Уэлча клуб вынужден был отказаться от участие в национальном первенстве и был расформирован. 

## Главные тренеры
- 2005—2007 —  Марвин Оттли
- 2007—2013 — Эиан Анри
- 2014—2015 —  Хорхе Нуньес

## Достижения
- Победитель Премьер-лиги Белиза (2): 2006, 2007